# Вілкокс (округ, Джорджія)
Шаблон:StateAbbr_ 31°58′ пн. ш. 83°26′ зх. д. / 31.97° пн. ш. 83.44° зх. д.
Округ Вілкокс (англ. Wilcox County) — округ (графство) у штаті  Джорджія, США. Ідентифікатор округу 13315.

## Історія
Округ утворений 1857 року.

## Демографія
За даними перепису 
2000 року 
загальне населення округу становило 8577 осіб, усе сільське.
Серед мешканців округу чоловіків було 4742, а жінок — 3835. В окрузі було 2785 домогосподарств, 1976 родин, які мешкали в 3320 будинках.
Середній розмір родини становив 3,09.
Віковий розподіл населення поданий у таблиці:
| Стать    | До 15 років | 15-21 | 22-29 | 30-39 | 40-49 | 50-65 | 65-85 | Понад 85 |
| -------- | ----------- | ----- | ----- | ----- | ----- | ----- | ----- | -------- |
| Чоловіки | 814         | 447   | 643   | 836   | 854   | 677   | 432   | 39       |
| Жінки    | 807         | 348   | 334   | 489   | 552   | 614   | 570   | 121      |

## Суміжні округи
- Пуласкі - північ
- Додж - схід
- Телфер  - схід
- Бен-Гілл - південь
- Тернер - південний захід
- Крісп - захід
- Дулі - північний захід

## Виноски
1. ↑  U.S. Decennial Census. United States Census Bureau. Архів оригіналу за 4 квітня 2018. Процитовано 27 червня 2014.
2. ↑  Historical Census Browser. University of Virginia Library. Архів оригіналу за 11 серпня 2012. Процитовано 27 червня 2014.
3. ↑  Population of Counties by Decennial Census: 1900 to 1990. United States Census Bureau. Архів оригіналу за 2 лютого 2019. Процитовано 27 червня 2014.
4. ↑  Census 2000 PHC-T-4. Ranking Tables for Counties: 1990 and 2000 (PDF). United States Census Bureau. Архів оригіналу (PDF) за 18 грудня 2014. Процитовано 27 червня 2014.
5. ↑  State & County QuickFacts. United States Census Bureau. Архів оригіналу за 12 січня 2016. Процитовано 18 лютого 2014.(англ.) Наведено за англійською вікіпедією.
6. ↑  American FactFinder. Бюро перепису населення США. Архів оригіналу за 26 лютого 2012. Процитовано 31 січня 2008.

| США | Це незавершена стаття з географії США. Ви можете допомогти проєкту, виправивши або дописавши її. |